# 이세시마 국립공원

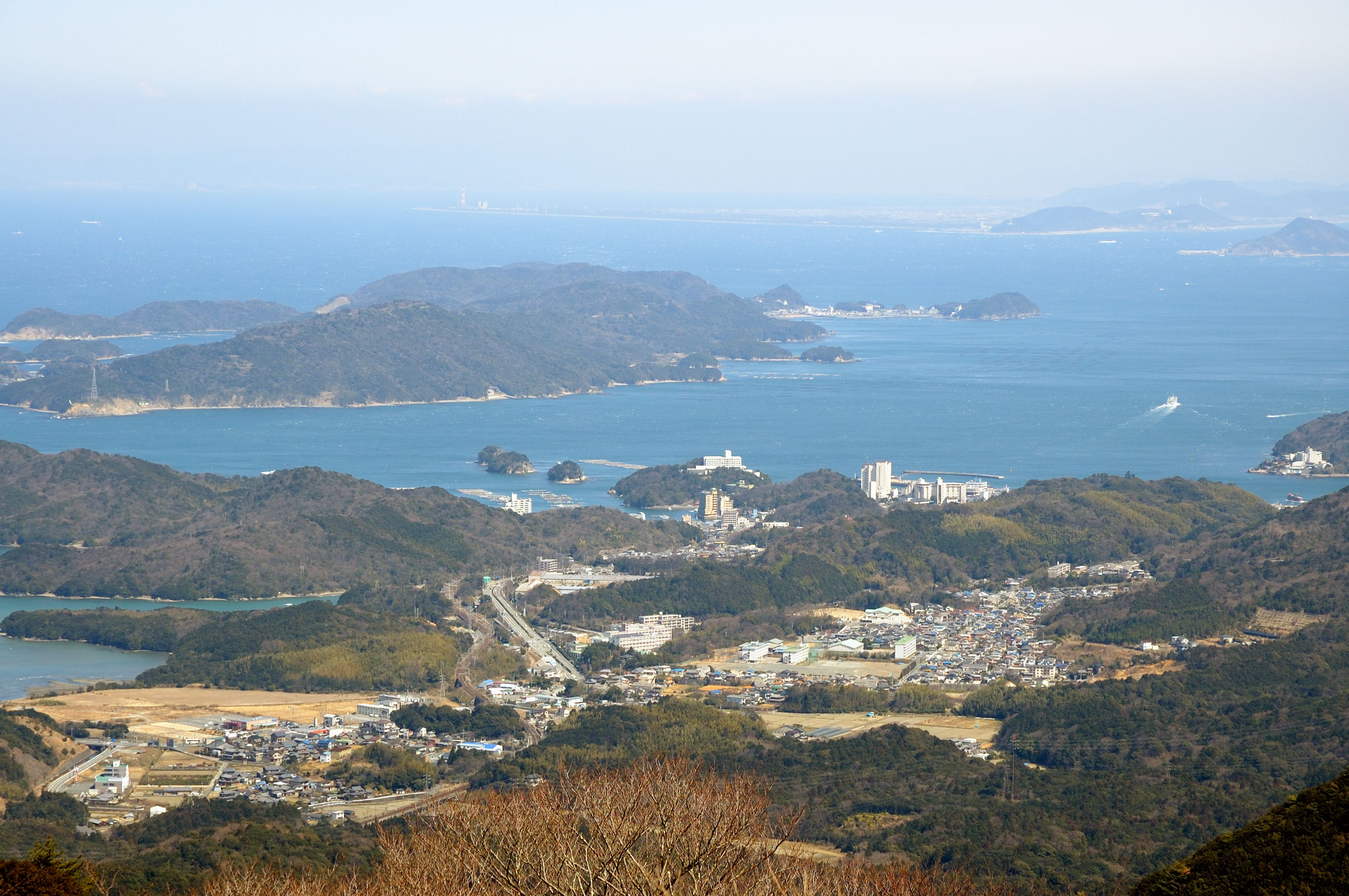

이세-시마 국립공원(伊勢志摩国立公園)은 일본 미에현 시마반도 일대의 국립 공원이다. 총 면적은 555.49 km2이다. 1946년 11월 20일에 국립공원으로 지정되었다. 리아스식 해안과 온난한 기후에 의한 식생이 특징으로 아고만, 마토야만, 고카쇼만 등 깊은 만이 많다.

## 같이 보기
- 일본의 국립공원